# フリードリヒ2世 (ブランデンブルク＝アンスバッハ辺境伯)
フリードリヒ2世（Friedrich II., 1460年5月8日 - 1536年4月4日）は、ブランデンブルク＝アンスバッハ辺境伯（在位：1486年 - 1515年）、ブランデンブルク＝クルムバッハ辺境伯（在位：1495年 - 1515年）。フリードリヒ老伯（Friedrich der Ältere）と呼ばれ、またフリードリヒ5世とする文献もある。ブランデンブルク選帝侯アルブレヒト・アヒレスと後妻のザクセン選帝侯フリードリヒ2世の娘アンナとの間の一番上の息子で、成人したアルブレヒト・アヒレスの息子の中では2番目に年長となる人物。ヨハン・ツィーツェロの弟、ジークムントの兄。

## 生涯
1486年にブランデンブルク＝アンスバッハ辺境伯となり、1495年に弟のジークムントの死を承けてブランデンブルク＝クルムバッハ辺境伯を兼ねた。しかし、その浪費癖から1515年に長男のカジミールによって退位させられ、13年間にわたりクルムバッハのプラッセンブルクに幽閉された。1527年のカジミールの死により解放され、1536年に没した。
1497年からゲッツ・フォン・ベルリヒンゲンが騎士修行のために仕えていた。ゲッツは1500年にアンスバッハから去った後、ランツフート継承戦争で右腕を失い、義手を付けて鉄腕ゲッツとして名を馳せていく。

## 子供
1479年2月14日にフランクフルト・アン・デア・オーダーで、ポーランド王カジミェシュ4世の娘ゾフィアと結婚した。彼らの子供は、以下の通り。
- エリーザベト（1480年）
- カジミール（1481年 - 1527年） - ブランデンブルク＝クルムバッハ辺境伯
- マルガレーテ（1483年 - 1532年）
- ゲオルク（1484年 - 1543年） - ブランデンブルク＝アンスバッハ辺境伯
- ゾフィー（1485年 - 1537年） - 1518年にレグニツァ公フリデリク2世と結婚
- アンナ（1487年 - 1539年） - 1518年にチェシン公ヴァツワフ2世と結婚
- バーバラ（1488年 - 1490年）
- アルブレヒト（1490年 - 1568年） - ドイツ騎士団総長、後に初代プロイセン公
- フリードリヒ（1491年 - 1497年）
- ヨハン（1493年 - 1525年） - スペイン領バレンシア総督。1519年にジェルメーヌ・ド・フォワと結婚
- エリーザベト（1494年 - 1518年） - 1510年にバーデン＝ドゥルラハ辺境伯エルンスト1世と結婚
- バルバラ（1495年 - 1552年） - 1528年にロイヒテンベルク方伯ゲオルク3世と結婚
- フリードリヒ（1497年 - 1536年） - ヴュルツブルク及びザルツブルクの聖堂参事会員
- ヴィルヘルム（1498年 - 1563年） - リガ大司教
- ヨハン・アルブレヒト2世（1499年 - 1550年） - マクデブルク大司教
- フリードリヒ・アルブレヒト（1501年 - 1504年）
- グムプレヒト（1503年 - 1528年） - バンベルク聖堂参事会員